# ووت ایکس‌اس‌بی۳یو
ووت ایکس‌اس‌بی۳یو (به انگلیسی: Vought XSB3U) یک هواگرد ساختِ کارخانهٔ سیکورسکی در کشور ایالات متحده آمریکا است. نخستین استفاده‌کنندهٔ این هواگرد نیروی دریایی ایالات متحده آمریکا بوده‌است. این هواگرد برای نخستین بار در ۱۹۳۶ میلادی مورد استفاده قرار گرفت.